# Boris Vigneron
 (août 2017).
Si vous disposez d'ouvrages ou d'articles de référence ou si vous connaissez des sites web de qualité traitant du thème abordé ici, merci de compléter l'article en donnant les références utiles à sa vérifiabilité et en les liant à la section « Notes et références ».
Boris Vigneron, né le 16 décembre 1981 est un acteur, scénariste et chanteur français.

## Filmographie

### Acteur de cinéma
- 2004 : Le Départ
- 2007 : Heureux qui comme Édouard...
- 2008 : Arthur et les Minimoys
- 2008 : La Vague
- 2015 : Pourquoi j'ai pas mangé mon père
- 2015 : La Mélodie des choses[2]

### Acteur de télévision
- 2002 : Le Groupe : Alex
- 2002 : Âge sensible (saison 1)[2]
- 2005 : Julie Lescaut (saison 16 épisode 2)[2]
- 2011 : Comme un air d'autoroute[2]
- 2013 : Candice Renoir (saison 2 épisode 4)
- 2017 : Hugo et Charline

### Scénariste
- 2011 : Libre comme l'aire[3]
- 2012 : Comme un air d'autoroute

## Théâtre
- 2006 : 6e étage sans ascenseur (mise en scène Emmanuel Guillon)

## Distinctions
- 2012 : Prix jeune espoir masculin pour Comme un air d'autoroute au Festival de la fiction TV de La Rochelle[4]